# Johann Andreas Jacob Varnhagen

Zeitgenössische Silhouette mit handschriftlicher Widmung aus der Sammlung Varnhagen

Johann Andreas Jacob Varnhagen (* 13. September 1756 in Düsseldorf; † 5. Juni 1799 in Hamburg) war ein deutscher Mediziner. Er war der Vater des Chronisten Karl August Varnhagen von Ense und der Lyrikerin und Erzählerin Rosa Maria Assing.

## Leben
Varnhagen, Spross des westfälischen Geschlechts Varnhagen, war ein Sohn des aus Paderborn gebürtigen kurpfälzischen Medizinalrats Johann Bernhard Friedrich Varnhagen (1719–1769) und dessen Ehefrau Antonia Amalie „Antonetta“, geborene Hayrath (1729–1796), die in Düsseldorf Sprachunterricht gab. Als der Vater verstarb, wurde dessen Witwe als Kammerfrau der Kurfürstin Elisabeth Auguste von Pfalz-Bayern an deren Hof in Mannheim berufen.
Johann Andreas Jacob Varnhagen wurde am 13. September 1756 in St. Lambertus getauft und erhielt wie sein jüngerer Bruder Franz Joseph Varnhagen (1761–1815), der spätere Sprachmeister an der Kölner Universität, eine Schulausbildung im Düsseldorfer Jesuiten-Gymnasium. Eine Schwester Eleonore (1752–1814) lebte später in einer Niederlassung des Klosters Kamp in Rheinberg.
Ab 1774 studierte Varnhagen an der Ruprecht-Karls-Universität Heidelberg Medizin, wo er am 5. April 1781 mit der Schrift Inflammationis Therapia bei Georg Matthäus Gattenhoff (1722–1788) zum Dr. med. promoviert wurde. Mehrere Monate praktizierte er in Krankenhäusern in Paris.

Elternhaus der Familie Kuntz (zweites von links) an der Place du Corbeau, wo die Varnhagens in Straßburg wohnten (Eugène Petitville, Illustrirte Zeitung Nr. 918, 2. Februar 1861, S. 77)

1782 ließ sich Varnhagen als Stadtphysikus (Arzt) in Düsseldorf nieder. Dort erhielt er den Titel eines kurpfälzisch-bayerischen Medizinalrats und wurde Mitglied des Collegium Medicum. Er heiratete die protestantische Straßburgerin Anna Maria Kuntz (1755–1826), eine Tochter des Straßburger Schuhmachers und Ratsherrn Philipp Kuntz (1709–1791). Unter anderem mit dem Düsseldorfer Mediziner Joseph Gottschalk van Geldern (1765–1796), einem Sohn des Arztes Gottschalk van Geldern und Onkel Heinrich Heines, gründete er einen Verein zur ärztlichen Versorgung Notleidender, der 1786/1787 erfolglos für die Gründung eines überkonfessionellen Armenkrankenhauses warb. Außerdem trat Varnhagen mit diätetischen und hygienepolitischen Schriften sowie mit Beiträgen in Zeitschriften in Erscheinung.
Von den Idealen der Französischen Revolution begeistert siedelte Varnhagen 1791 nach Straßburg über. An der dortigen Universität erhielt er eine Anstellung. Seine Aussicht auf eine medizinische Professur wurde jedoch durch den Ausbruch des Ersten Koalitionskriegs vereitelt. Mit seinem 1785 geborenen Sohn Karl August, dem er eine Erziehung nach Grundsätzen von Jean-Jacques Rousseau angedeihen ließ, kehrte Varnhagen im Frühjahr 1792 über Bonn, Köln und Mülheim nach Düsseldorf zurück, während Ehefrau und Tochter bei den Schwiegereltern in Straßburg blieben.

Gegen Johann Andreas Jacob Varnhagen polemisierende anonyme Flugschrift (Düsseldorf, ca. 1792)

In Düsseldorf verweigerte man ihm die Niederlassung, weil er den französischen Bürgereid geleistet und die Uniform der Nationalgarde getragen hatte. Um wenigstens tagsüber in Düsseldorf zu praktizieren, quartierte sich Varnhagen in Heerdt bei Neuss ein. Wie auch seine unentgeltlichen Vorlesungen wurde ihm dieses ärztliche Wirken bald untersagt. Seine Flugschrift Epistola ad Argentinenses Eruditos Salutatoria (Straßburg 1791), in der er sich kritisch über das Fehlen von Arbeits-, Waisen-, Entbindungs- und Armenhäusern in Kurpfalz-Bayern und Jülich-Berg ausgelassen hatte, wurde ihm nun verübelt und hatte eine Polemik provoziert, in deren Verlauf er als Illuminat und jakobinischer Agitator verdächtigt wurde. Vergebens protestierten 67 Düsseldorfer in einer Bittschrift gegen Varnhagens Ausbürgerung, die im April 1793 verfügt worden war.
1794 zog er als praktischer Arzt nach Hamburg, wohin er 1796 Ehefrau und Tochter nachkommen ließ. Auch wenn es ihm gelang, sich zu etablieren, musste Anna Maria Varnhagen spätestens mit Beginn seiner Erkrankung durch Anfertigen von Damengarderobe zum Lebensunterhalt der Familie beitragen. Bis zu seinem frühen Tod verkehrte Varnhagen in Hamburg, unter anderem mit dem Dichter Matthias Claudius und mit dem Ehepaar Johann Albert Heinrich und Sophie Reimarus.
Die Sammlung Varnhagen in der Biblioteka Jagiellońska in Krakau enthält seine Korrespondenz mit Frau und Kindern, mit den Medizinern Ferdinand Dejean (1728–1797) und Johann Gottlob Leidenfrost (1719–1794), ein Zeugnis seines akademischen Lehrers in Straßburg Johann Friedrich Ehrmann (1739–1794), einen Brief von Auguste Gräfin Seyssel d’Aix, geborene von Reitzenstein (1739–1816), Mutter des späteren Verwaltungsbeamten Carl Theodor von Seyssel d’Aix, und anderes.

## Schriften (Auswahl)
- Inflammationis therapia. Dissertatione inaugurali praeside G. M. Gattenhof. Düsseldorpii apud Joan. Christ. Daenzer 1781; Bibliothek Varnhagen 582 (Signatur in der Staatsbibliothek zu Berlin).
- Anmerkungen über den Nutzen und Misbrauch der Rheinbäder. In: Gülich und Bergische wöchentliche Nachrichten, Nr. 26, 27. Juni 1786 (Digitalisat).
- Sendschreiben an meine theuerste Mitbürger. Düsseldorf 1786.
- Epistola ad Argentinenses Eruditos Salutatoria (…). Mensis Augusti die 28vo Anno Libertatis III, Straßburg [1791].
- Kurze Anweisung, die für Krancke und Genesende dienliche Nahrungsmittel und Geträncke zuzubereiten, nebst einem Vorbericht von der Diät der Kranken und Gesunden überhaupt. Deutschlands Töchtern gewidmet. Johann Henrich Herold, Hamburg 1794 (Digitalisat); 3. Aufl. unter dem Titel Kochbuch für Kranke und Genesende mit einem Anhange, diätetischen Anmerkungen und Zugaben, von D. C. E. Fischer, Herold und Wahlstab, Lüneburg 1804.
- (Hrsg.) Georg Matthäus Gattenhoff: Sämtliche akademische Werke. Zusammen getragen und in deutscher Uebersetzung, Johann Christoph Dänzer, Düsseldorf 1795 (Digitalisat); Bibliothek Varnhagen 477 (Signatur in der Staatsbibliothek zu Berlin).